# Мустафа Анвар Парвез Бабу
Мустафа Анвар Парвез Бабу (бенг. মোস্তফা আনোয়ার পারভেজ বাবু, нар. 25 липня 1982, Дакка) — бангладеський футболіст, який грав на позиції захисника. Після закінчення виступів на футбольних полях — бангладеський футбольний тренер. Відомий за виступами у складі низки бангладеських клубів і національній збірній Бангладеш.

## Клубна кар'єра
Мустафа Анвар Парвез Бабу розпочав виступи у клубному футболі у 1996 році в клубі «Бадда Джагорані Сангсад». У 2000 році він нетривалий час грав у складі клубу «Мохамеддан» (Дакка), і ще в цьому ж році перейшов до складу клубу «Бразерс Юніон». У 2002 році футболіст став гравцем клубу «Абахані» (Дакка), а в наступному році повернувся до складу «Бразерс Юніон», де грав до 2007 року. У 2007—2008 роках Мустафа Анвар Парвез Бабу грав у складі клубу «Муктіджоддха Сангсад», після чого завершив виступи на футбольних полях.

## Виступи за збірну
У 1999 році Мустафа Анвар Парвез Бабу дебютував у складі національної збірної Бангладеш. Паралельно у 2002—2004 роках футболіст грав у складі молодіжної збірної Бангладеш. У складі збірної футболіст у 2002 році брав участь у футбольному турнірі Азійських ігор. У складі збірної Парвез Бабу грав до 2007 року, зіграв у її складі 21 матч, у якому забитими м'ячами не відзначився.

### Тренерська кар'єра
У 2017 році Мустафа Анвар Парвез Бабу очолив тренерський штаб юнацької збірної Бангладеш. У 2018 році очолювана ним юнацька збірна у віці до 15 років перемогла на юнацькій першості Південної Азії. З 2020 року Мустафа Анвар Парвез Бабу очолює юнацьку академію футболу при Федерації футболу Бангладеш.